# JAL Agriport
JAL Agriport株式会社（じゃるあぐりぽーと）は、農業事業を行う日本航空のグループ会社である。

## 概要
日本航空の地域活性化プロモーション「新・JAPAN PROJECT」の一環として、日本航空と和郷の共同出資により2018年4月18日に設立された。成田国際空港周辺の9市町（成田市・富里市・香取市・山武市・栄町・神崎町・多古町・芝山町・横芝光町）を中心に、観光農園運営やプライベートブランド商品の販売などの農業事業を行う。

## 店舗
- DINING PORT 御料鶴（成田市川上）  - 古民家風レストラン。地元農家から借り受けた民家をリノベーションして運営している[3][4]。COVID-19の影響で航空機の運航本数が減少している期間中、現役の客室乗務員が「研修」の位置づけで接客をしている[5]。